# 나왔다!! 트윈비
《나왔다!! 트윈비》(出たな!! ツインビー)는 1991년 코나미가 아케이드로 제작한 종스크롤 진행형 슈팅 게임이다. 트윈비 시리즈 다섯번째 게임이자, 초대 트윈비 이후로 아케이드로 발매된 두번째 게임이다. 멜 행성에 쳐들어온 혹성인의 위협에 멜로라의 요청을 받고 출동하는 내용을 다뤘다. 서양 지역에선 《벨즈 & 휘슬즈》(Bells & Whistles)라는 제목으로 발매됐다.
《나왔다!! 트윈비》는 이후 트윈비 디자인을 맡는 일본 애니메이터 하마카와 슈지로(필명 Shuzilow.HA)의 시리즈 데뷔작이었다. 게임 잡지 게메스트에선 《나왔다!! 트윈비》를 '1991년 최고의 슈팅 게임'으로 선정했다.
타 슈팅 게임들과는 차별되는 귀여운 이미지를 내세워 선풍적인 인기를 끈 《나왔다!! 트윈비》는 이후 여러 기종으로 이식됐다. 일본에선 1991년에는 샤프 X68000 컴퓨터로, 1992년에는 PC 엔진으로 이식됐고, 1995년에는 후속작 《트윈비 얏호!》와 함께 수록된 〈나왔다 트윈비 얏호! 디럭스 팩〉이 세가 새턴 및 플레이스테이션으로 출시됐다. 2007년 플레이스테이션 포터블로 출시된 합본 〈트윈비 포터블〉에도 수록됐다. PC 엔진판은 이후 Wii 버추얼 콘솔을 통해 전세계에 2009년 발매됐다.

## 줄거리
초대 《트윈비》에서의 사건 몇 년 후, 평온한 나날을 보내던 트윈비와 윈비는 먼 우주의 메루 행성으로부터 구조신호를 받는다. 송신자 멜로라 공주는 이바 혹성인으로부터 침략을 받아 위기에 처해있다면서 트윈비 일행에게 각별한 도움을 요청한다. 2세대 트윈비 조종사 라이트와 파스텔은 이에 응해 메루 행성 방향으로 즉각 출격한다.

## 게임플레이
《나왔다!! 트윈비》는 이전 트윈비 게임들에서 정립됐던 게임플레이 요소들을 물려받았다. 최대 2인 동시 플레이를 지원하며, !P은 트윈비를, 2P는 윈비를 각각 조종할 수 있다. 일본판의 경우 한 버튼은 공중의 적을 공격하고 다른 한 버튼은 지상의 적을 향해 폭탄을 떨어뜨린다. 국제판(〈벨즈 & 휘슬즈〉)의 경우 두 버튼 전부 지상 및 공중을 동시에 공격한다. 버튼을 누르고 있으면 화면 아래의 파워 미터가 충전되며, 다시 버튼을 놓으면 공격력이 증강된 파워샷을 발사한다.